# مصطبة فرعون
مصطبة فرعون، وتعني "مقعد فرعون"، هو نصب تذكاري شُيّد ليكون مقبرة الملك المصري القديم شبسس كاف، الذي حكم حوالي 2510-2503 ق.م، ويُعتبر آخر ملك موثق من الأسرة الرابعة.
تقع المصطبة في جنوب سقارة، بين هرم زوسر في سقارة وأهرامات سنفرو في دهشور، وتحديدًا بالقرب من هرم بيبي الثاني (أحد ملوك الأسرة السادسة). استخرجت أحجار البناء المستخدمة في المصطبة من محجر يقع غرب الهرم الأحمر لسنفرو.

## الاكتشاف
أشير إلى مصطبة الفرعون لأول مرة في منتصف القرن التاسع عشر من قبل جون بيرينغ. كما قام كارل ريتشارد لبسيوس بالبحث عنها، لكنه لم يجرِ أي تحقيقات دقيقة.
في عام 1858، أجرى أوغست مارييت أول دراسة للأجزاء السفلية من المبنى، إلا أن التنقيب الشامل للمجمع بأكمله لم يتم حتى عام 1924 أو 1925، عندما أجرى غوستاف جيكييه أول عملية تنقيب كاملة. وخلال أبحاثه، تمكن جيكييه من إثبات أن المصطبة تعود إلى الملك شبسس كاف، وذلك بعد اكتشاف جزء من لوحة تحمل اسمه. وقبل هذا الاكتشاف كانت المصطبة تُنسب خطأً إلى أوناس، آخر حكام الأسرة الخامسة.

## مجمع المقبرة
تحيط بالمصطبة جدران من الطوب اللبن، حيث يقع الجدار الداخلي على بُعد حوالي عشرة أمتار من المصطبة من جميع الجوانب، ويبلغ سمكه 2.05 متر. أما الجدار الخارجي، فيحيط بالمنطقة الجنائزية بالكامل، على مسافة تقارب 48 مترًا.
على الجانب الشرقي من المصطبة، كان يوجد معبد جنائزي صغير، لم يتبقَّ منه اليوم سوى الأساسات وبعض بقايا الجدران. كما كان هناك طريق صاعد ينتهي عند هذا المعبد، ولكن لم يبقَ منه سوى الجزء العلوي، في حين لم يعد هناك أثر واضح لبقية الطريق الصاعد أو لمعبد الوادي.

## معرض صور

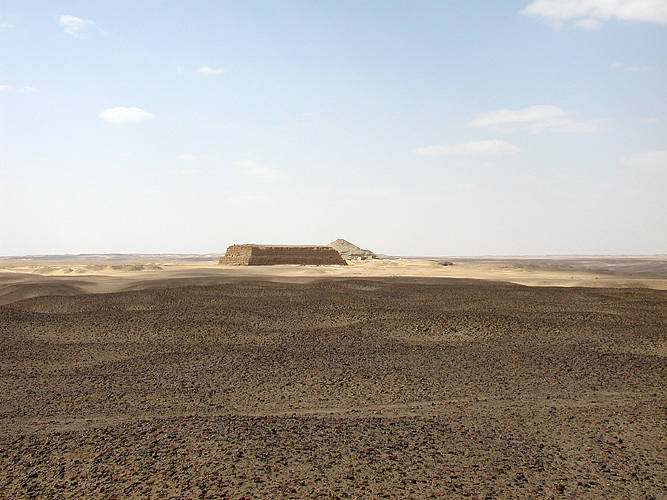
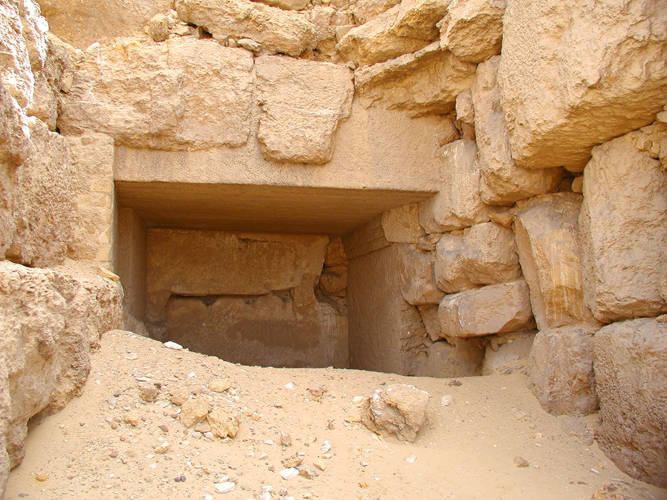
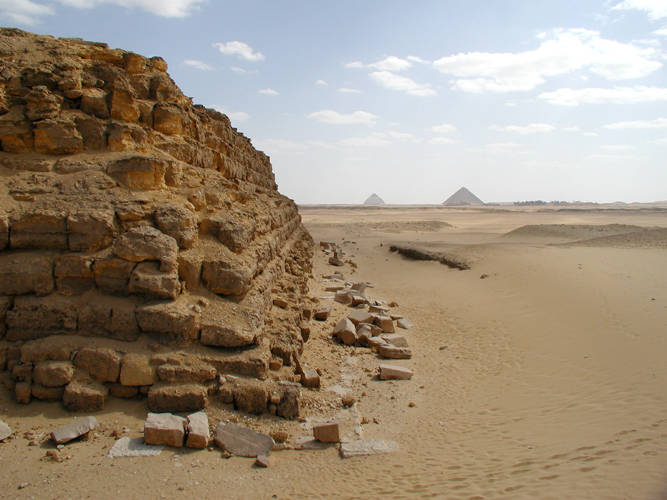